# Vila Verde e Barbudo
Vila Verde e Barbudo é uma freguesia portuguesa do município de Vila Verde, com 8,02 km² de área e 7376 habitantes (censo de 2021). A sua densidade populacional é 919,7 hab./km².

## História
Foi constituída em 2013, no âmbito de uma reforma administrativa nacional, pela agregação das antigas freguesias de Vila Verde e de Barbudo.

## Património
- Castro de Barbudo ou Monte do Castelo
- Igreja Paroquial de Parada e Barbudo ou Igreja do Divino Salvador

## Demografia
A população registada nos censos foi:
| Distribuição da População por Grupos Etários | Distribuição da População por Grupos Etários | Distribuição da População por Grupos Etários | Distribuição da População por Grupos Etários | Distribuição da População por Grupos Etários | Distribuição da População por Grupos Etários |
| -------------------------------------------- | -------------------------------------------- | -------------------------------------------- | -------------------------------------------- | -------------------------------------------- | -------------------------------------------- |
| Antes da agregação                           |                                              |                                              |                                              |                                              |                                              |
| Ano                                          | 0-14 anos                                    | 15-24 anos                                   | 25-64 anos                                   | >= 65 anos                                   | Total                                        |
| 2001                                         | 1215                                         | 968                                          | 2874                                         | 604                                          | 5661                                         |
| 2011                                         | 1281                                         | 889                                          | 3934                                         | 943                                          | 7047                                         |
| Após a agregação                             |                                              |                                              |                                              |                                              |                                              |
| Ano                                          | 0-14 anos                                    | 15-24 anos                                   | 25-64 anos                                   | >= 65 anos                                   | Total                                        |
| 2021                                         | 1107                                         | 893                                          | 4091                                         | 1285                                         | 7376                                         |